# Обикновена история
„Обикновена история“ (на френски: Une histoire simple) е френски филм от 1978 година, драма на режисьора Клод Соте по негов сценарий в съавторство с Жан-Лу Дабади.
В центъра на сюжета е разведена жена на средна възраст със син тийнейджър, която е бременна от приятеля си, но прави аборт и прекъсва връзката си с него. След кратка връзка с бившия си съпруг, който е в друга по-сериозна връзка с млада жена, тя отново е бременна, но решава да запази това в тайна от бащата и да отгледа детето си сама със своя овдовяла приятелка. Главните роли се изпълняват от Роми Шнайдер, Брюно Кремер, Клод Брасьор.
„Обикновена история“ е номиниран за „Оскар“ за чуждоезичен филм, а за участието си във филма Роми Шнайдер получава награда „Сезар“ за най-добра актриса.